# Москвич-426
Москвич-426 — радянський вантажопасажирський автомобіль, що випускався в Москві, на заводі МЗМА, пізніше АЗЛК, з 1967 по 1976 рр. на базі легкового автомобіля Москвич-408. Мав п'ятидверний кузов типу універсал.

## Історія моделі

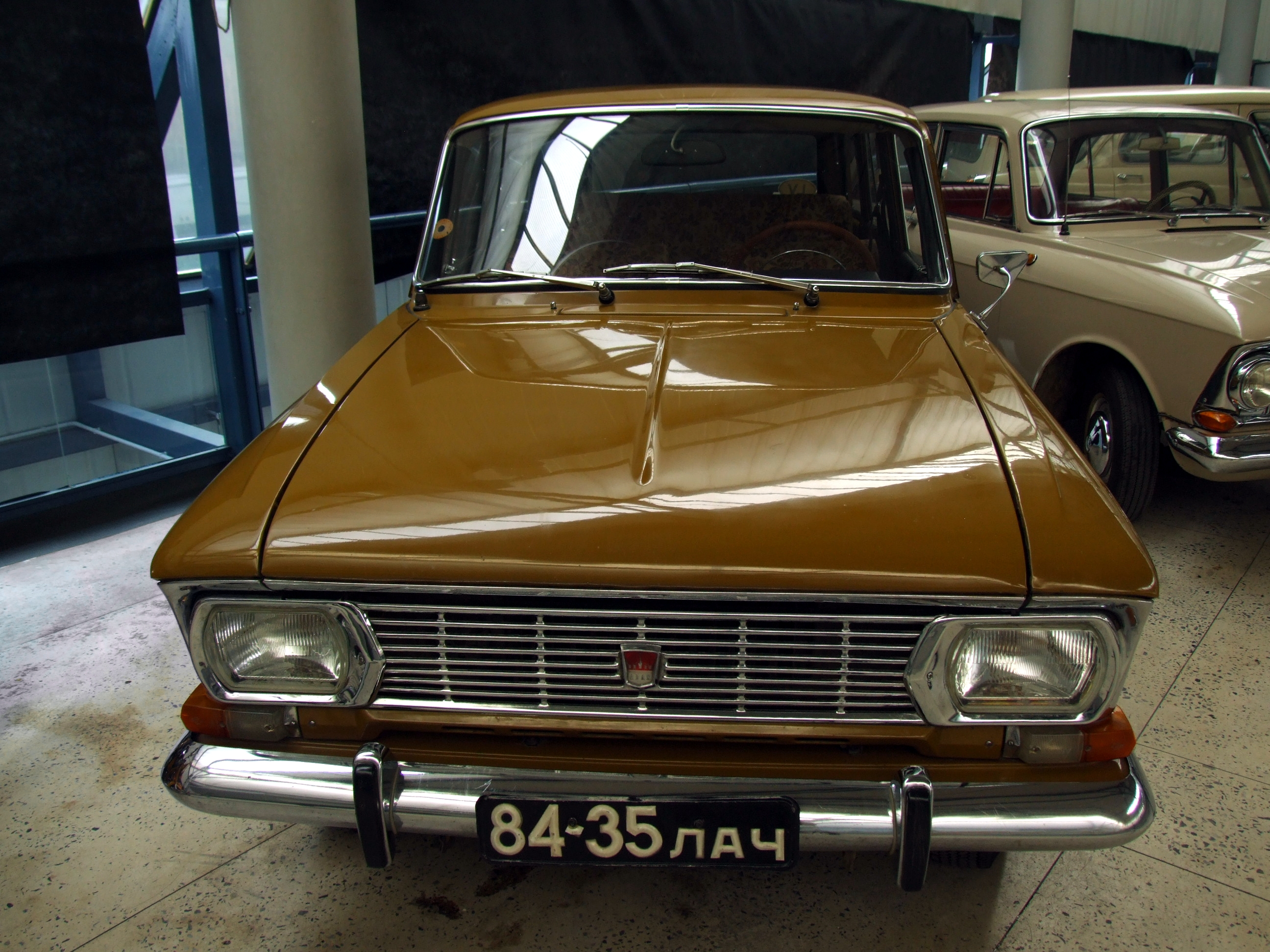
Москвич-426Е

На базі Москвич-408 у 1967 році був випущений універсал Москвич-426. На автомобілях перших років випуску (до 1972 року) багажні двері складалася з двох половин: верхня піднімалася вгору, нижня відкидалася вниз. Згодом задні двері стали одинарними і відкидалися тільки вгору. Відмінності від моделі Москвич-427 полягали в менш потужному двигуні.
Також випускалися наступні модифікації: 
- Москвич-426Ю, призначений для районів з жарким кліматом;
- Москвич-426Е, експортний;
- Москвич-426П - з правостороннім рульовим управлінням.

У грудні 1969 року Москвич-426 пройшов модернізацію, як і базова модель він також отримав у індексі букви ІЕ. Зовнішніх відмінностей від попередньої модифікації ці автомобілі не мали.
З 1976 року, у зв'язку зі зняттям з виробництва сімейства автомобілів Москвич-408 і постановки у виробництво сімейства Москвич-2138, випускався універсал Москвич-2136.

## Модификации
- Москвич-426 — базовий універсал.

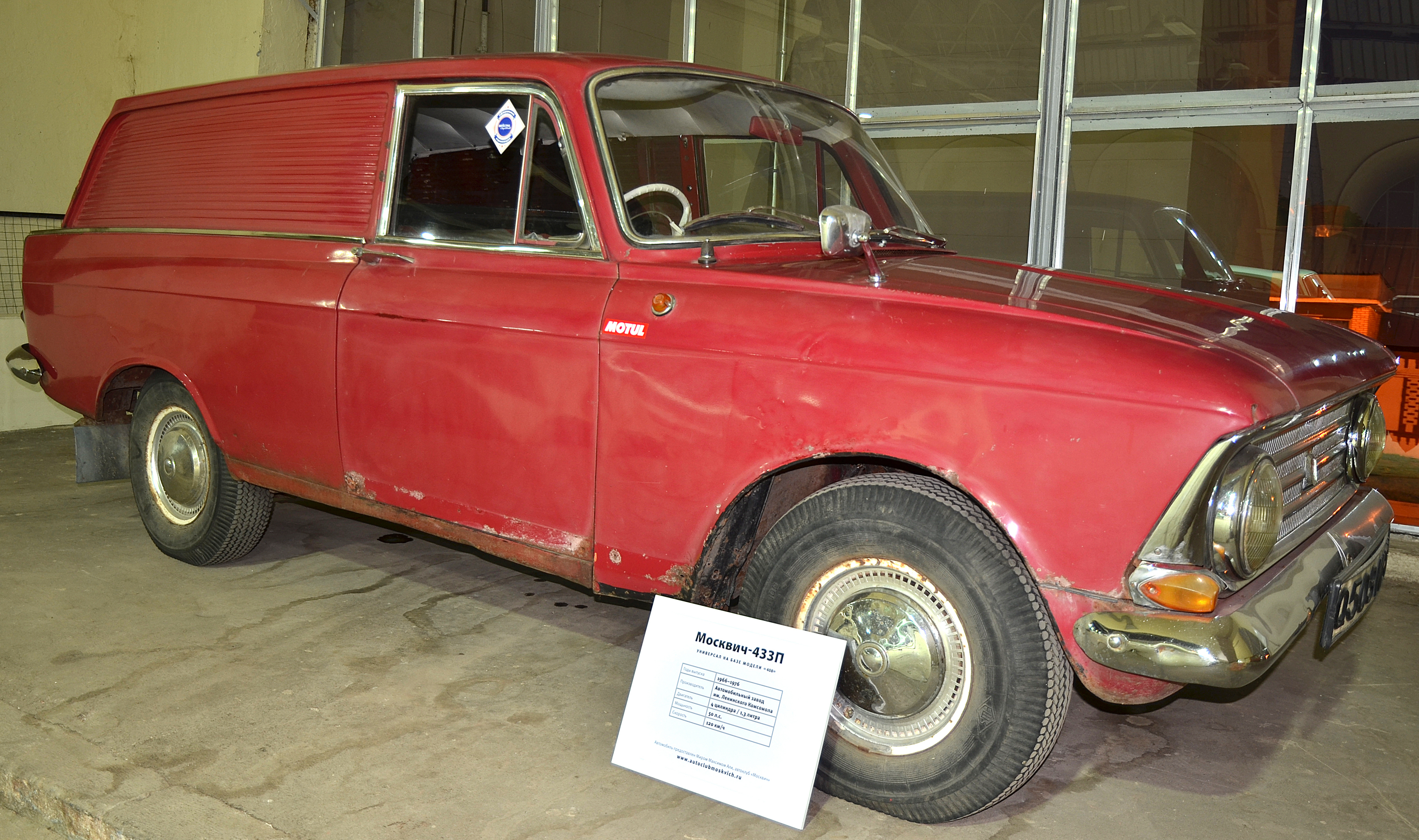
Москвич-433П

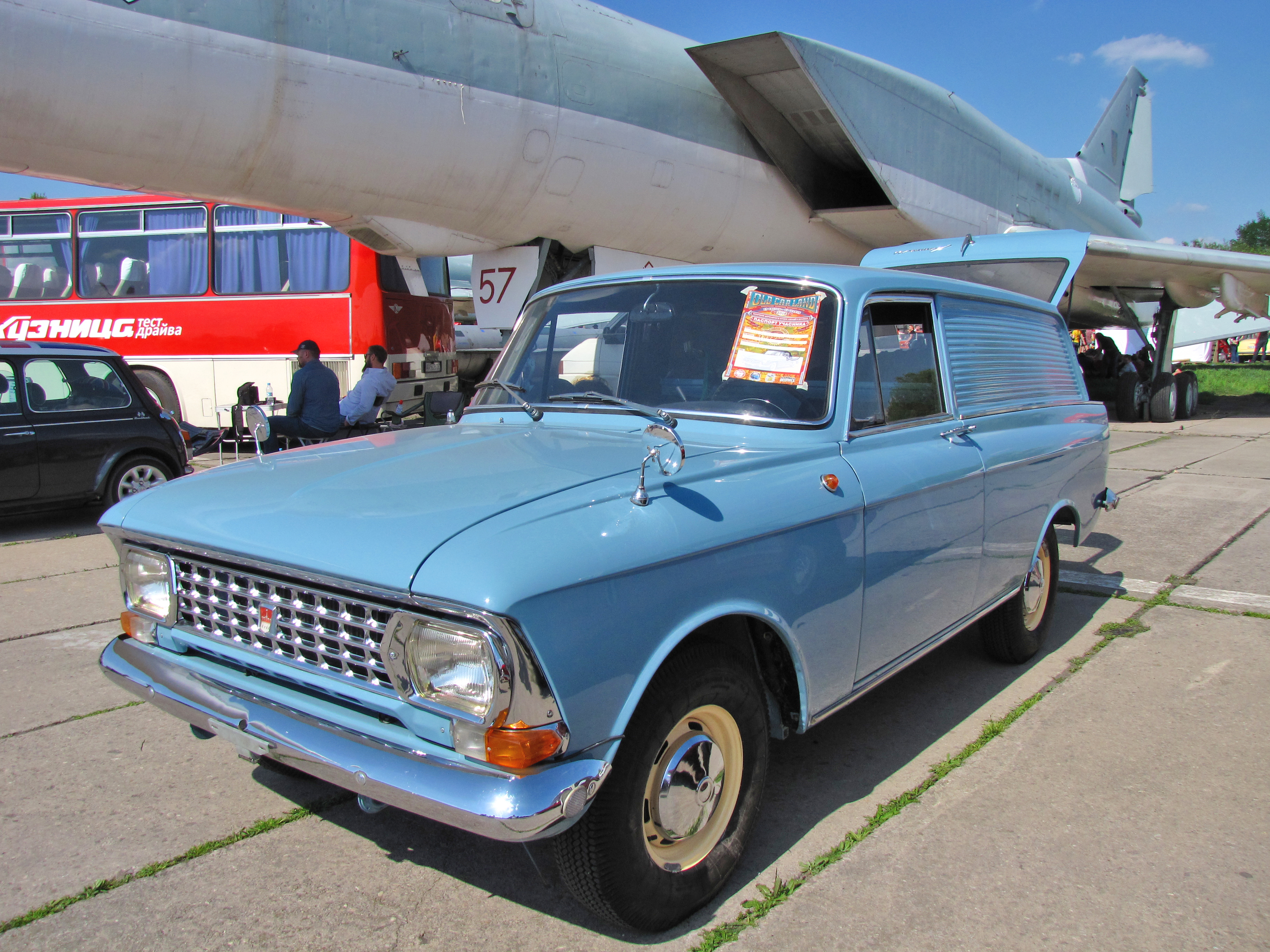
Москвич-433

- Москвич-426М — універсал медслужби.
- Москвич-426Т — універсал-таксі.
- Москвич-426Э — експортний універсал.
- Москвич-426К — універсал-машинокомплект.
- Москвич-426Ю — універсал в південному виконанні.
- Москвич-426І — аналогічно Москвич-408І.
- Москвич-426ІЕ — аналогічно Москвич-408ІЕ.
- Москвич-426П — праворульний універсал, випущено невелику кількість.
- Москвич-433 — фургон.

В грудні 1969 року Москвич-426 пройшов модернізацію, як і базова модель, він також отримав в індексі букви ІЕ. Зовнішніх відмінностей від попередньої модифікації ці автомобілі не мали.

## В ігровій і сувенірній індустрії
Масштабна модель автомобіля Москвич-426 випускалась ПП «Тантал».